# Krameria
Krameria là chi duy nhất trong họ Krameriaceae, trong đó có khoảng 17-18 loài, nói chung được gọi trong tiếng Anh là rhatany, ratany hay rattany. Rhatany cũng là tên gọi để chỉ rễ Krameria, một loại thuốc nguồn gốc thực vật là rễ khô của para rhatany (Krameria argentea) hay rhatany Peru (Krameria lappacea.
Hoạt tính sinh học của rhatany là do axít rhataniatannic có tính làm se, tương tự như axít tannic. Nước sắc rễ cây từng được sử dụng như là nước súc miệng, thuốc ngậm, đặc biệt là khi trộn lẫn với cocain, như là thuốc cầm máu và thuốc chữa tiêu chảy. Khi được tán thành bột mịn, rễ khô được sử dụng như là một thành phần trong bột đánh răng. Rễ tán thành bột cũng được dùng để tạo màu đỏ hồng ngọc trong một số loại rượu vang Bồ Đào Nha. Vỏ rễ chứa một chất tự do, màu đỏ, gần như không hòa tan, gọi là đỏ ratanhia.
Các loài Krameria sinh sống dọc theo châu Mỹ, từ tây nam Hoa Kỳ tới Chile và Tây Ấn, Brasil. Trong đó chủ yếu là bản địa của khu vực nhiệt đới. Chúng là các cây bụi hay cây thảo lâu năm, sống theo kiểu bán ký sinh trên rễ của các loài cây khác. Hoa lưỡng tính có các tuyến gọi là elaiophore sinh ra chất dầu mà các loài ong trong chi Centris thu thập khi chúng thụ phấn cho hoa. Quả dạng quả bế không nứt, chứa 1 hạt.

## Các loài
- Krameria argentea Mart. ex Spreng. – para rhatany.
- Krameria bicolor S.Watson (=K. grayi) – rhatany trắng.
- Krameria cistoidea
- Krameria cytisoides
- Krameria erecta Willd. ex Schult. & Schult. f. – rhatany Pima, thạch nam tía, rhatany lá nhỏ.
- Krameria grandiflora
- Krameria grayi Rose et Painter
- Krameria ixine L. – abrojo colorado
- Krameria lanceolata Torr. – krameria leo.
- Krameria lappacea (Dombey) Burdet & B.B.Simpson (=K. triandra, K. iluca) – rhatany Peru
- Krameria pauciflora
- Krameria paucifolia
- Krameria ramosissima (A.Gray) S.Watson – rhatany nhiều thân[3][4]
- Krameria revoluta
- Krameria secundiflora
- Krameria sonorae
- Krameria spartioides
- Krameria tomentosa